# Gynoeryx paulianii
Gynoeryx paulianii är en fjärilsart som beskrevs av Pierre E.L. Viette 1956. Gynoeryx paulianii ingår i släktet Gynoeryx och familjen svärmare. Inga underarter finns listade i Catalogue of Life.